# Malouinière du Puits Sauvage
 (janvier 2024).
Si vous disposez d'ouvrages ou d'articles de référence ou si vous connaissez des sites web de qualité traitant du thème abordé ici, merci de compléter l'article en donnant les références utiles à sa vérifiabilité et en les liant à la section « Notes et références ».
 (janvier 2024).
La mise en forme du texte ne suit pas les recommandations de Wikipédia : il faut le « wikifier ».
Les points d'amélioration suivants sont les cas les plus fréquents. Le détail des points à revoir est peut-être précisé sur la page de discussion.
- Les titres sont pré-formatés par le logiciel. Ils ne sont ni en capitales, ni en gras.
- Le texte ne doit pas être écrit en capitales (les noms de famille non plus), ni en gras, ni en italique, ni en « petit »…
- Le gras n'est utilisé que pour surligner le titre de l'article dans l'introduction, une seule fois.
- L'italique est rarement utilisé : mots en langue étrangère, titres d'œuvres, noms de bateaux, etc.
- Les citations ne sont pas en italique mais en corps de texte normal. Elles sont entourées par des guillemets français : « et ».
- Les listes à puces sont à éviter, des paragraphes rédigés étant largement préférés. Les tableaux sont à réserver à la présentation de données structurées (résultats, etc.).
- Les appels de note de bas de page (petits chiffres en exposant, introduits par l'outil «  Source ») sont à placer entre la fin de phrase et le point final[comme ça].
- Les liens internes (vers d'autres articles de Wikipédia) sont à choisir avec parcimonie. Créez des liens vers des articles approfondissant le sujet. Les termes génériques sans rapport avec le sujet sont à éviter, ainsi que les répétitions de liens vers un même terme.
- Les liens externes sont à placer uniquement dans une section « Liens externes », à la fin de l'article. Ces liens sont à choisir avec parcimonie suivant les règles définies. Si un lien sert de source à l'article, son insertion dans le texte est à faire par les notes de bas de page.
- La présentation des références doit suivre les conventions bibliographiques. Il est recommandé d'utiliser les modèles {{Ouvrage}}, {{Chapitre}}, {{Article}}, {{Lien web}} et/ou {{Bibliographie}}. Le mode d'édition visuel peut mettre en forme automatiquement les références.
- Insérer une infobox (cadre d'informations à droite) n'est pas obligatoire pour parachever la mise en page.

Pour une aide détaillée, merci de consulter Aide:Wikification.
Si vous pensez que ces points ont été résolus, vous pouvez retirer ce bandeau et améliorer la mise en forme d'un autre article.
 (janvier 2024).
La malouinière du Puits Sauvage, située à Saint-Malo, au hameau de Saint-Étienne, no 4 rue du Puits Sauvage, est une ancienne demeure construite par des corsaires et des armateurs malouins du XVIIIe siècle.

## Situation
Située au hameau Saint-Étienne sur la route de Château-Malo, dans l'ancienne commune de Saint-Servan-sur-Mer aujourd'hui en Saint-Malo, la malouinière fait angle entre la rue de la Croix Ruaux et la Rue du Puits Sauvage, juste en face l'impasse Edmond-Miniac.

## Toponymie
Selon l'entretien accordé à un journal local par le propriétaire actuel du lieu, Jean Gauttier, l'appellation de ce lieu viendrait du fait que son grand-père horticulteur, lorsqu'il nommait l'eau dans son puits pour arroser ses terrains horticoles, vidait l'eau des puits voisins.

## Historique
La malouinière du Puits Sauvage a été construite en 1729, sur les vestiges d'un ancien manoir du XVe siècle.

### XVIIIesiècle
Dès la fin du XVIIIe siècle, le développement considérable de la richesse malouine permet aux armateurs et capitaines corsaires de faire construire les premières résidences secondaires, les malouinières. Le Puits Sauvage est resté un de ces merveilleux exemples. Michel Marion (1697-1761), architecte du Roy a réalisé cette construction pour la famille Nouël de la Baronnie, famille d'armateurs et descendant d'un neveu de Jacques Cartier.
En 1799, la famille Le Fer de Chanteloup, neveu de Duguay-Trouin, vend la maison à la famille Marion, enfants de l'architecte. 

### XIXesiècle
En 1807, Thérèse Marion épouse Louis Gauttier, armateur, capitaine corsaire et ami de Robert Surcouf.
Les malouinières sont, avant tout, des maisons des champs à proximité de Saint-Malo. Leurs fonctions principales étaient, pour les armateurs et capitaines qui habitaient dans la ville close :
- villégiature et réceptions ;
- la poste : toutes ces demeures étaient dotées de colombiers qui permettaient a l'armateur de communiquer avec les différents ports de France ;
- le jardin produisait une polyculture de subsistance que chaque famille ramenait à Saint-Malo intramuros.

### XXesiècle
Les bombardements de 170 obus de la Seconde Guerre mondiale ont détruit la buanderie, l'aile ouest, le pavillon du jardinier, et fait disparaître les dessins du jardin qui furent reconstitués. Ceux-ci d'une superficie d'un hectare sont dessinés par des bosquets de buis et de charmilles.
À la fin de la guerre, Michel Gauttier eut la charge de 800 prisonniers que les autorités voulaient occuper en leur faisant déblayer les gravats des bâtiments détruits par les bombardements. La mission fut finalement confiée à des ouvriers français, mais permis à Michel Gauttier de faire la connaissance parmi les prisonniers de l'ancien jardinier en chef de la plus ancienne nursery de cactées en Europe, les établissements Haage à Erfurt ex-Allemagne de l'est. Ce qui permit à Michel de servir d'intermédiaire pour faire acheminer à travers le monde à des clients fortunés des graines et des boutures dont certains clients, pour le remercier, lui en offrirent en retour. C'est ainsi qu'il commença une collection de cactées dont il fit bientôt un commerce, livrant par camion a travers tous l'ouest ces plantes si recherchées. Il ouvrit même un magasin à l'enseigne de La fleur des Îles, rue Ville Pépin.
Pour développer sa production, il construisit de petites serres tropicales qui furent les victimes de la tempête de 1987, remplacé depuis par la grande serre de 26 mètres de long, sur 5 mètres de haut, abritant en 2024 quelque 800 espèces. 
De sa passion il fit un métier, mais le duvet des Cactées dites succulents irrite les yeux pendant plusieurs années, raison pour laquelle, par mesure de sécurité on ne visite par la serre d'où l'on peut voir la collection au travers des baies vitrées, celles-ci n'étant pas opaques. 
La malouinière du Puits Sauvage, le logis et les communs, ont été inscrits au titre des monuments historiques en 1990 et sont ouverts au public depuis 1998.

### XXIesiècle
Jean Gauthier, qui a passé la plus grande partie de sa vie dans cet héritage familial, dans lequel il s'est énormément investi en relevant des pans de murs, voit arriver un dossier problématique, la mairie de Saint-Malo décidant de déclasser le PLU du secteur Fougerais-Saint-Étienne en projetant, malgré la loi du 25 février 1943 interdisant toute construction dans un périmètre de 500 mètres autour d'un monument historique, qu'il soit inscrit ou classé, la construction d'un hôpital psychiatrique. Toute la presse s'est fait l'écho de ce scandale finalement retoqué par les architectes du patrimoine qui refusèrent de donner leur aval à la construction d'un hôpital psychiatrique au bout de la propriété détruisant déjà un petit bois compris dans ce secteur[réf. incomplète]. 
Depuis plusieurs années sans chauffage, certaines parties du château ont subi quelques désordres, l'humidité ayant fait notamment tomber les moulures en plâtre du grand salon qui avaient 350 ans d'âge, ainsi que fragilisé un mur de la cuisine.

## Architecture

### Logis
Autour de la malouinière, bâtiment modeste et austère à deux travées, baies et deux lucarnes à  volutes, avec amortissement à boule, cornes d'abondance et scènes mythologiques au départ d'escaliers. Toit pentu et hautes cheminées, n'offrant qu'une seule pièce à chaque étage, et encadrée de deux ailes surbaissées, dans lesquels se trouvent les escaliers desservant l'étage noble, s'ordonnent des bâtiments de service disposés autour d'une cour carrée, le tout sur un terrain d'un hectare entièrement clos de murs. Elle offre une superficie de 278 m2 habitables, et autant sur les trois autres dépendances.
Le logis de 20 pièces d'une surface habitable de 550 mètres carrés, possède deux escaliers situés dans les ailes. Le corps central avec ses pièces nobles, salle à manger et grand salon (XVIIIe siècle) a  conservé ses lambris d'origine rehaussés, les impostes de la porte de gypseries aux sujets mythologiques qui sont caractéristiques de la seconde moitié du XVIIIe siècle. 
On peut y découvrir en plus des pièces déjà citées : le bureau, la bibliothèque de Style Empire conservant les lettres de marques données aux propriétaires successifs. Pistolets et sextants des différents propriétaires, capitaines et corsaires, ainsi que de nombreux portraits de famille, dont un daté de 1450.
Dans une des salle est conservée une toile marouflée, datée de 1942 provenant d'un hôtel de Saint-Servan, le Pavillon le Cunningham, représentant le débarquement de Louis-Antoine de Bougainville à Tahiti, par le peintre de la marine Étienne Blandin (1903-1991)[réf. incomplète].

### Dépendances
Le domaine possède :
- une magnifique serre tropicale de 26 mètres de long, sur une largeur de 5,5 mètres et une hauteur de 5 mètres, qui renferme la plus belle collection de cactées de Bretagne avec plus de 800 espèces rapportés d'Amérique du Sud, de Madagascar, d'Afrique du Sud, et encore d'Australie.
- piscine à chevaux, datée de 1734. Entièrement pavée, elle est unique dans la région. Elle était encomblée et ne fut redécouverte que lors de la tempête de 1987. Elle a une profondeur de 2,50 métres et une eau qui sortait dans le bassin à 11°.

- puits daté de 1746.

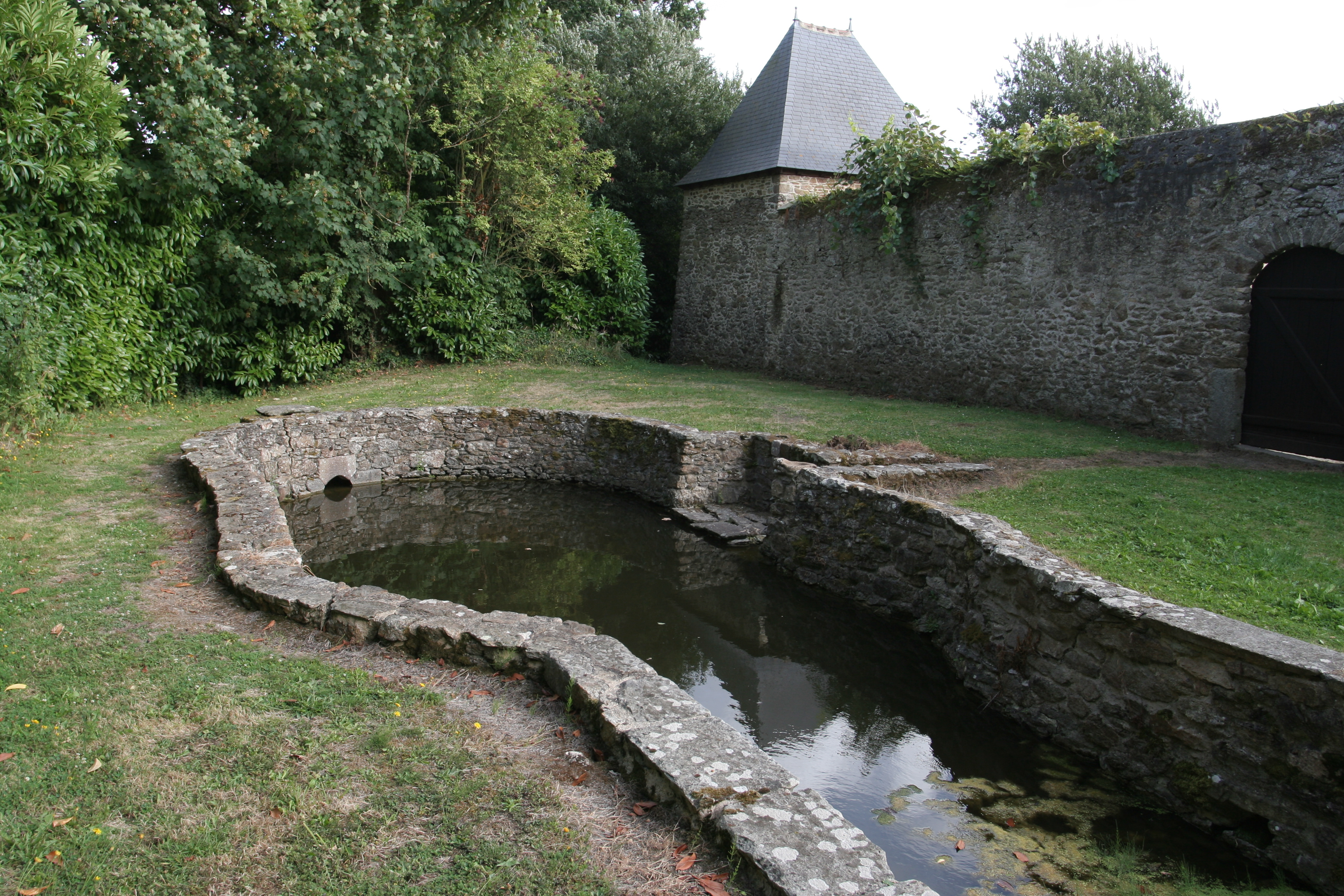
Malouinière du Puits Sauvage à Saint-Malo : la piscine à chevaux, 1734.

- étable, transformée en  maison habitation.
- Garde-manger
- Colombier, dont on ignore le nombre de boulins.
- cave, cellier, écuries, remise à calèches
- grenier à foin.
- fournil, four à pain, remis en service à l'occasion des festivités associatives, pour la cuisson du pain mais également des repas.
- Au fond du jardin, un petit oratoire avec deux prie-dieu devant un autel en bois, des murs lambrissés.

## Le jardin du Puits Sauvage
Après la restauration des bâtiments, le jardin a retrouvé son état d'origine depuis 1999 : un jardin structuré à la française, plantation de buis qui depuis les années 2020 souffrent de maladie, et charmille, terrasse d'agrément et une division en carré potager, le verger avec ses pommiers, pruniers, poiriers ; ensemble séparé par une allée de cerisiers;  la basse-cour à l'extérieur des murs de l'enclos. On trouve dans ce jardin parmi une profusion de fleurs, quelques plants de vigne.
Une spécificité malouine de ces jardins est la mise en valeur d'une collection botanique de cactées et plantes succulentes que les navigateurs malouins avaient pour habitude de ramener de leurs expéditions maritimes et cultivaient dans leur malouinière. Le Puits Sauvage possède donc une telle une collection forte de plus de 800 espèces, dont certains spécimens sont issus de celles rapportées en France par le Contre-Amiral Gauttier vers 1820. Une grande verrière de 26 mètres de long, 5,5 mètres de large et 5 mètres  de hauteur, présente ces espèces, originaires d'Amérique du Sud et d'Afrique du Sud, de Madagascar ou d'Australie. Certaines sont des boutures de boutures qui ont été ramenées au Puits Sauvage dans la première moitié du XIXe siècle par des capitaines et armateurs malouins. Cette serre ne se visite pas par mesure de sécurité. En effet les petits duvets garnissant les plantes sont très nocifs pour les yeux. L'extérieur, en bordure des carrés potagers recomposés, les plantes exotiques en containers ponctuent le parcours du jardin de mai à octobre.
Dans le jardin, une terrasse en pointe, munie de sabords et de canons en bois , et une petite barre à roue, permettant aux enfants de venir jouer aux corsaires[réf. incomplète].

## Propriétaires
- Pierre-Henry Gauttier du Parc (1772-1850), contre-amiral, hydrographe. c'est lui qui ramena la Vénus de Milo à Paris. En 1820, il ramena de Montevideo comptoir maritime ouvert aux Français en (Uruguay) des spécimens de cactées.
- Michel Gauttier (1917-2016), né et mort à Saint-Malo, secrétaire de Préfecture, horticulteur, a dû s'occuper de 800 prisonniers allemands lors de la Seconde Guerre mondiale
- Jean Gauttier, architecte du patrimoine, peintre, qui procède depuis quarante ans la restauration méthodique des bâtiments et des recherches généalogiques ayant permis d'éclairer l' historique des lieux. Il reçoit le Prix national en 2013 de l'Association des Vieilles maisons françaises pour son travail sur cette malouinière[10]. C'est grâce à la vente de ses peintures qu'il a pu jusqu'à présent restaurer et entretenir cette grande bâtisse et a passé 110 jours à faire visiter sa demeure[11][réf. incomplète].

## En littérature
- Frédéric Mars, de son vrai nom Frédéric Ploton, a écrit une série de trois épisodes dont la malouinière du Puits Sauvage sert de décor aux aventures de trois malouines sur la piste du meurtrier d'un célèbre joueur de cornemuse.
- "La Breiz Brigade 1", Bienvenue chez les corrigans, Éditions Les Escales, 2023, 352.p.
- "La Breiz Brigade 2", Ni Français, Ni Breton, Éditions Les Escales, 2023.
- "La Breiz Brigade 3", L'ombre des remparts, Éditions Les Escales, 2023.